# Andrzej Anusz
Andrzej Karol Anusz (ur. 27 sierpnia 1965 w Warszawie) – polski polityk i historyk, poseł na Sejm I i III kadencji.

## Życiorys
W latach 80. był działaczem Niezależnego Zrzeszenia Studentów, od 1984 do 1989 należał do podziemnego zarządu NZS Uniwersytetu Warszawskiego. W okresie tym gromadził i prowadził archiwum NZS. Pełnił funkcję redaktora w drugoobiegowym „Kurierze Akademickim”. Publikował również w paryskiej „Kulturze”, a także podziemnym kwartalniku „Dwadzieścia jeden” i tygodniku „Wola”. Był też członkiem podziemnego wydawnictwa „Bis”. W okresie PRL zajmował się też kolportażem pism drugiego obiegu. Jako działacz opozycji demokratycznej był inwigilowany i rozpracowywany przez funkcjonariuszy SB. W 1988 zatrzymany przy próbie przemytu sprzętu poligraficznego dla opozycji, za co został ukarany grzywną. W 2007 otrzymał tzw. status pokrzywdzonego decyzją prezesa IPN.
W 1989 był szefem kampanii wyborczej do Sejmu Jacka Kuronia, w 1990 został członkiem Komitetu Obywatelskiego przy Lechu Wałęsie, należał też do współzałożycieli Porozumienia Centrum. Zasiadał w naczelnej radzie politycznej i zarządzie głównym tej partii.
W okresie 1991–1993 zasiadał w Sejmie I kadencji. Został wybrany z ramienia PC, w 1992 przeszedł do Ruchu dla Rzeczypospolitej, założonym przez byłego premiera Jana Olszewskiego, którego był w tym czasie bliskim współpracownikiem. Był rozpracowywany przez zespół pułkownika Jana Lesiaka, w styczniu 1993 nieustaleni sprawcy włamali się do jego biura poselskiego. Funkcjonariusze UOP zajmowali się też sprawą jego pracy magisterskiej. Po odejściu z RdR współtworzył Zjednoczenie Polskie. W wyborach parlamentarnych w 1993 bez powodzenia ubiegał się o reelekcję z listy PC w okręgu podwarszawskim.
Przez kilka lat pracował jako redaktor w wydawnictwie. W 1997 po raz drugi uzyskał mandat poselski z ramienia Akcji Wyborczej Solidarność. Reprezentował Sejm w Zgromadzeniu Parlamentarnym Rady Europy. W 2001 bez powodzenia kandydował na kolejną kadencję z listy AWSP. Był członkiem Ruchu Społecznego AWS, a od 2004 do 2007 należał do Partii Centrum. W 2011 był kandydatem do Senatu z ramienia Polskiej Partii Pracy – Sierpień 80, a w 2015 startował do Sejmu z listy komitetu wyborczego Kukiz’15, zorganizowanego przez Pawła Kukiza. W 2014 został przewodniczącym nowo powołanej partii Wspólnota, wyrejestrowanej w 2019.
Został członkiem Stowarzyszenia Wolnego Słowa oraz rady programowej Instytutu Historycznego NN im. Andrzeja Ostoja Owsianego. W 2018 został sekretarzem Rady do Spraw Działaczy Opozycji Antykomunistycznej oraz Osób Represjonowanych z Powodów Politycznych. W 2018 został wybrany na wiceprezesa zarządu Instytutu Józefa Piłsudskiego w Warszawie. Członek Światowego Związku Żołnierzy Armii Krajowej.
W 1991 ukończył studia historyczne na Uniwersytecie Warszawskim. Decyzją władz uczelni na wniosek dziekana Wydziału Historycznego UW Andrzeja Garlickiego został pozbawiony tytułu zawodowego magistra ze względu na to, że jego praca dyplomowa nie spełniała wymogów samodzielności. Zarządzenie będące podstawą tej decyzji uchylił w 1999 minister edukacji narodowej Mirosław Handke. W 1999 prawidłowość decyzji uczelni potwierdził Naczelny Sąd Administracyjny. Jego praca była poświęcona historii NZS w latach 1980–1989. Autorem pracy magisterskiej z zakresu socjologii, której fragmenty znalazły się w pracy Andrzeja Anusza, był Marek Rymsza. Obaj przy tym korzystali z tych samych dokumentów archiwalnych dotyczących NZS. W 2000 ponownie uzyskał tytuł zawodowy magistra politologii na Wydziale Nauk Społecznych i Historycznych Uniwersytecie Kardynała Stefana Wyszyńskiego w Warszawie, a w 2004 obronił doktorat z socjologii na tej samej uczelni.
Autor kilkudziesięciu artykułów drukowanych głównie w „Rzeczpospolitej”, „Życiu”, „Wprost”, „Nowym Świecie” i „Przeglądzie politycznym”. W 2014 był koproducentem filmu Kamienie na szaniec. Redaktor naczelny kwartalnika „Opinia Nurtu Niepodległościowego. Kwartalnik Ośrodka Myśli Niepodległościowej” oraz sekretarz redakcji „Niepodległości”, czasopisma poświęconego najnowszym dziejom Polski. W 2018 wydał reprint Pism zbiorowych Józefa Piłsudskiego.
Jego stryjecznym pradziadkiem był Antoni Anusz.

## Odznaczenia i wyróżnienia
W 2010 został odznaczony przez prezydenta Lecha Kaczyńskiego Krzyżem Kawalerskim Orderu Odrodzenia Polski. W 2024 prezydent Andrzej Duda nadał mu Krzyż Komandorski tego orderu. W 2015 został wyróżniony przez prezydenta Bronisława Komorowskiego Krzyżem Wolności i Solidarności.
W 2001 otrzymał odznakę Zasłużonego Działacza Kultury, w  2016 odznakę honorową „Działacza opozycji antykomunistycznej lub osoby represjonowanej z powodów politycznych”, a w 2017 odznakę honorową „Zasłużony dla Kultury Polskiej”. Wyróżniony przez szefa Urzędu do Spraw Kombatantów i Osób Represjonowanych Medalem „Pro Patria” (2018) i Medalem „Pro Bono Poloniae” (2019). W 2019 uhonorowany przez premiera Mateusza Morawieckiego Medalem 100-lecia Odzyskania Niepodległości oraz przez prezydenta Andrzeja Dudę Medalem Stulecia Odzyskanej Niepodległości. W 2022 wyróżniony Medalem Komisji Edukacji Narodowej. Otrzymał także Srebrny Medal Reipublicae Memoriae Meritum.

## Publikacje
- Samotnie wśród wiernych. Kościół wobec przemian politycznych w Polsce (1944–1994) (współautor: Anna Anusz), Alfa-Wero, 1994
- Scenariusze polityczne. Antykomunizm skuteczny, IKAR III, 1996
- ABC Akcji Wyborczej Solidarność (współautorzy: Rafał Mossakowski, Piotr Ołdak, Piotr Siczek), Oficyna Wydawnicza Fulmen Poland, 1997
- Nowa Polska (współautorzy: Andrzej Urbański, Andrzej Kieryło, ks. Józef Maj, Jan Maria Rokita, Kazimierz Barczyk, Andrzej Herman, Henryk Dyrda, Romuald Szeremietiew, Marek Kotlarski, Jacek Turczyński, Piotr Żak, Adam Glapiński, Andrzej Parafianowicz, Marek Borowik, Paweł Kotlarski, Jacek Kwaśniewski, Grzegorz Godlewski), Wydawnictwo IKAR, 1999
- NZS 1980–2000. Niezależne Zrzeszenie Studentów czyli Nie ma sukcesu bez NZS-u, Akces, 2000
- Przytulisko. Kościół Katolicki wobec opozycji politycznej w Polsce w latach 1976–1980, Akces, 2001
- Kościół obywatelski, Akces, 2004, 2005
- Osobista historia PC, Akces, 2007
- Konfederacja rzecz o KPN (współautor: Łukasz Perzyna), Akces, 2009
- Wokół Marszałka, Akces, 2010
- Współczesne wyzwania myśli niepodległościowej (współautorzy: Marek Michalik, Kazimierz Wilk, Wojciech Błasiak, Andrzej Zapałowski), Wydawnictwo Polskie IHOO, 2012
- Czas kryzysu, czas odbudowy (współautorzy: Marek Albiniak, Wojciech Błasiak, Michał Janiszewski, Andrzej Zapałowski), Wydawnictwo Polskie IHOO, 2013
- Służew i jego kościół (praca zbiorowa; wprowadzenie: Kazimierz Nycz, Hanna Gronkiewicz-Waltz, Henryk Samsonowicz), Fundacja Służewska, 2013
- NZS na ATK (1980–1989) na tle historii opozycji studenckiej (współautor: Łukasz Perzyna), Wydawnictwo Polskie IHOO, 2014
- Bezpieczeństwo Polski w aspekcie procesów geopolitycznych na Ukrainie i pozostałych obszarach Europy Środkowo Wschodniej (współautorzy: Mariusz Olszewski, Andrzej Kostarczyk, Wojciech Błasiak, Andrzej Zapałowski, Marek Albiniak), Wydawnictwo Polskie IHOO, 2014
- Poszukiwanie Dróg Wyjścia i Odnowy. Koncepcje gospodarki opozycji niepodległościowej w latach 1975–1989 (red. Paweł Bromski), Fundacja Walczącym o Niepodległość, Wyklętych, Pokrzywdzonych, Internowanych, Więzionych, Wyższa Szkoła Stosunków Międzynarodowych i Amerykanistyki, 2018
- Wkład krakowskiego i ogólnopolskiego środowiska prawniczego w budowę podstaw ustrojowych III Rzeczpospolitej (1980-1994). Projekty i inicjatywy ustawodawcze, ludzie, dokonania i oceny (red. Stanisław Grodziski), Księgarnia Akademicka, 2018
- Nielegalna polityka. Zjawisko drugiego obiegu politycznego w PRL (1976–1989), Wydawnictwo Polskie IHOO, Akces, 2019
- Gen wolności. Koncepcje polityczne opozycji niepodległościowej w latach 1975–1989 (red. Paweł Bromski), Fundacja Walczącym o Niepodległość, Wyklętych, Pokrzywdzonych, Internowanych, Więzionych, Wyższa Szkoła Stosunków Międzynarodowych i Amerykanistyki, 2019
- Kościół obywatelski. Formowanie społeczeństwa obywatelskiego w PRL w okresie powstawania niezależnych instytucji politycznych (1976–1981), Wydawnictwo Polskie IHOO, Akces, 2020
- Osobista historia Porozumienia Centrum. U źródeł Prawa i Sprawiedliwości, Wydawnictwo Polskie IHOO, Akces, 2021